# گوردون کوپوک
گوردون کوپوک (به انگلیسی: Gordon Coppuck) (متولد ۸ دسامبر ۱۹۳۶، فلیت، همپشایر) یک طراح اتومبیل‌های سرعتی بریتانیایی است که طراح ارشد شرکت مک لارن و بعدها گروه مهندسی مارچ بوده‌است. او در تأسیس شرکت خودروسازی اسپیریت همکاری کرده‌است.